# Варшавский, Марк Самойлович
Марк Самойлович Варшавский (17 [29] октября 1853, Херсон — 21 августа [2 сентября] 1897, Царское Село, Санкт-Петербургская губерния) — писатель и общественный деятель.
Вырос в богатой и высокообразованной семье, сын общественного деятеля Самуила Моисеевича Варшавского, племянник филантропа А. М. Варшавского. Окончил юридический факультет университета.
В 1879 г., после нескольких литературных опытов (в 1874 г. писал в «Новостях» шуточные поэмы и стихи, в 1876 г. — в «Пчеле», в 1878 г. — в «Русском мире»), вступил в редакцию «Рассвета», в котором поместил ряд беллетристических произведений: «Черный жид», «Забытый» и др. После погромов 1881 года напечатал несколько публицистических статей на жгучие вопросы дня, в том числе об эмиграции, сторонником которой он являлся. По прекращении «Рассвета» сотрудничал недолгое время в «Русском еврее», позже принимал участие в редакции «Восхода».
В 1884 г. выпустил под псевдонимом Марка Самойлова сборник стихов «У моря»; критика отнеслась к нему в общем неблагоприятно, но все-таки были отмечены изящество и искренность некоторых стихотворений.
Последней его работой был эскиз «Приключение» («Восход», 1892, кн. 1); тяжелая болезнь прервала его деятельность. Похоронен на Преображенском еврейском кладбище